# Conduisez-moi Madame
Pour plus de détails, voir Fiche technique et Distribution.
Conduisez-moi Madame est un film français réalisé par Herbert Selpin, sorti en 1932.

## Fiche technique
- Titre original : Conduisez-moi Madame
- Titre alternatif : Antoinette
- Réalisation : Herbert Selpin
- Scénario : Roger Blum, Georg C. Klaren, Heinz Goldberg , Jean de Letraz, Suzette Desty
- Dialogues : René Pujol
- Photographie :  Georges Raulet
- Musique : Casimir Oberfeld
- Décors : Lazare Meerson
- Producteur : Alexandre Kamenka
- Directeur de production : A. Hourvitch
- Société de production : Les Comédies Filmées
- Pays d'origine :  France
- Format : Noir et blanc — 35 mm — 1,37:1 — Son : Mono
- Genre : Comédie
- Durée : 80 minutes
- Année de sortie : 1932

## Distribution
- Jeanne Boitel :  Antoinette
- Armand Bernard : Émile
- Nadine Picard : Véra de Saurin
- Rolla Norman : André Réville
- Pierre Magnier : Le baron Georges
- Georgé : Pierre
- Jacques Varennes	: M. de Saurin
- Henry Bonvallet : M. Dorman
- Lise Élina
- Jean Sorbier
- Manou